# Марашени (Васлуј)
Марашени (рум. Mărășeni) насеље је у Румунији у округу Васлуј у општини Штефан чел Маре. Oпштина се налази на надморској висини од 118 m.

## Становништво
Према подацима из 2002. године у насељу је живело 849 становника, од којих су сви румунске националности.